# 塞納托比亞 (密西西比州)
塞納托比亞（英語：Senatobia）是一個位於美國密西西比州泰特縣的城市。根據2010年美國人口普查，該地共人口8,165人，而該地的面積約為27.90平方千米。同時該地也是泰特縣的縣治。

## 地理
塞納托比亞的座標為34°36′39″N 89°58′10″W / 34.61083°N 89.96944°W，而該地的平均海拔高度為88米（即289英尺）。